# Mistrovství světa v alpském lyžování 2019 – obří slalom mužů
Obří slalom mužů na Mistrovství světa v alpském lyžování 2019 se konal v pátek 15. února 2019 jako čtvrtý a předposlední mužský závod světového šampionátu v lyžařském středisku Åre.
Kvalifikace se jela s dvoudenním předstihem 13. února. Úvodní kolo hlavního závodu odstartovalo ve 14.15 hodin a druhá část na něj navázala v 17.45 hodin. Do soutěže nastoupilo 98 slalomářů z 55 států.
Obhájcem zlata byl rakouský lyžař Marcel Hirscher.

## Medailisté
Mistrem světa se stal 24letý Nor a třetí po prvním kole Henrik Kristoffersen, pro nějž výhra znamenala premiérový titul světového šampiona i medaili z této vrcholné akce. V předchozí kariéře se dvakrát umístil do třetího místa na olympijských hrách a zvítězil v šesti soutěžích juniorského mistrovství světa. Prolomil tak své dosavadní maximum tří čtvrtých míst. Obří slalom ve Světovém poháru předtím ovládl v Méribelu roku 2015. Posledním Norem se světovým zlatem z obřího slalomu byl Aksel Lund Svindal, jemuž se podařilo zvítězit také v Aare 2007.
Se ztrátou dvaceti setin sekundy vybojoval stříbrný kov 29letý Rakušan Marcel Hirscher, kterému po úvodní části patřila druhá příčka. Celkově si na světových šampionátech připsal jubilejní desátou medaili, z nichž šest bylo zlatých a čtyři stříbrné. Do závodu vstupoval jako hlavní favorit z pozice úřadujícího olympijského šampiona a obhájce mistrovského titulu ze Svatého Mořice 2017. Na dalších dvou ročnících šampionátu v Beaver Creeku 2015 a Schladmingu 2013 skončil druhý.
Bronz si odvezl 27letý Francouz Alexis Pinturault, jenž po zlatu z aarské superkombinace vybojoval na probíhajícím mistrovství druhý kov a v rámci světového podniku celkově čtvrtou medaili. V této disciplíně navázal na tři bronzy ze ZOH 2014, ZOH 2018 a MS 2015. Za vítězem zaostal o čtyřicet dva setin sekundy. Přestože po první jízdě vedl, náskok prohospodařil až devatenáctým nejrychlejším časem druhého kola.

## Výsledky
| P                                                                                     | SČ | lyžař                         | stát                   | 1. kolo              | pořadí               | 2. kolo                | pořadí                 | celkově                | ztráta                 |
| ------------------------------------------------------------------------------------- | -- | ----------------------------- | ---------------------- | -------------------- | -------------------- | ---------------------- | ---------------------- | ---------------------- | ---------------------- |
| Zlatá medaile                                                                         | 1  | Henrik Kristoffersen          | Norsko                 | 1:10,15              | 3.                   | 1:10,09                | 5.                     | 2:20,24                |                        |
| Stříbrná medaile                                                                      | 5  | Marcel Hirscher               | Rakousko               | 1:10,07              | 2.                   | 1:10,37                | 10.                    | 2:20,44                | +0,20                  |
| Bronzová medaile                                                                      | 2  | Alexis Pinturault             | Francie                | 1:09,97              | 1.                   | 1:10,69                | 19.                    | 2:20,66                | +0,42                  |
| 4.                                                                                    | 6  | Loïc Meillard                 | Švýcarsko              | 1:10,72              | 5.                   | 1:10,44                | 14.                    | 2:21,16                | +0,92                  |
| 5.                                                                                    | 16 | Marco Schwarz                 | Rakousko               | 1:11,68              | 16.                  | 1:09,60                | 1.                     | 2:21,28                | +1,04                  |
| 5.                                                                                    | 3  | Žan Kranjec                   | Slovinsko              | 1:10,81              | 6.                   | 1:10,47                | 15.                    | 2:21,28                | +1,04                  |
| 7.                                                                                    | 9  | Leif Kristian Nestvold-Haugen | Norsko                 | 1:11,35              | 10.                  | 1:09,97                | 3.                     | 2:21,32                | +1,08                  |
| 8.                                                                                    | 23 | Alexander Schmid              | Německo                | 1:10,89              | 7.                   | 1:10,54                | 16.                    | 2:21,43                | +1,19                  |
| 9.                                                                                    | 30 | Stefan Brennsteiner           | Rakousko               | 1:11,41              | 12.                  | 1:10,21                | 7.                     | 2:21,62                | +1,38                  |
| 11.                                                                                   | 22 | Marco Odermatt                | Švýcarsko              | 1:11,23              | 8.                   | 1:10,40                | 11.                    | 2:21,63                | +1,39                  |
| 11.                                                                                   | 10 | Ted Ligety                    | Spojené státy americké | 1:11,55              | 13.                  | 1:10,23                | 8.                     | 2:21,78                | +1,54                  |
| 12.                                                                                   | 14 | Tommy Ford                    | Spojené státy americké | 1:11,40              | 11.                  | 1:10,40                | 12.                    | 2:21,80                | +1,56                  |
| 13.                                                                                   | 25 | Rasmus Windingstad            | Norsko                 | 1:11,64              | 15.                  | 1:10,20                | 6.                     | 2:21,84                | +1,60                  |
| 14.                                                                                   | 12 | Victor Muffat-Jeandet         | Francie                | 1:11,92              | 19.                  | 1:10,04                | 4.                     | 2:21,96                | +1,72                  |
| 15.                                                                                   | 15 | Manuel Feller                 | Rakousko               | 1:11,79              | 17.                  | 1:10,42                | 13.                    | 2:22,21                | +1,97                  |
| 16.                                                                                   | 7  | Matts Olsson                  | Švédsko                | 1:11,58              | 14.                  | 1:10,66                | 17.                    | 2:22,24                | +2,00                  |
| 17.                                                                                   | 13 | Mathieu Faivre                | Francie                | 1:11,34              | 9.                   | 1:10,91                | 21.                    | 2:22,25                | +2,01                  |
| 18.                                                                                   | 29 | Trevor Philp                  | Kanada                 | 1:12,95              | 24.                  | 1:09,77                | 2.                     | 2:22,72                | +2,48                  |
| 19.                                                                                   | 24 | Filip Zubčić                  | Chorvatsko             | 1:12,70              | 22.                  | 1:10,35                | 9.                     | 2:23,05                | +2,81                  |
| 20.                                                                                   | 8  | Luca De Aliprandini           | Itálie                 | 1:11,89              | 18.                  | 1:11,44                | 27.                    | 2:23,33                | +3,09                  |
| 21.                                                                                   | 27 | Ryan Cochran-Siegle           | Spojené státy americké | 1:12,47              | 20.                  | 1:11,41                | 26.                    | 2:23,88                | +3,64                  |
| 22.                                                                                   | 36 | Štefan Hadalin                | Slovinsko              | 1:12,64              | 21.                  | 1:11,29                | 25.                    | 2:23,93                | +3,69                  |
| 23.                                                                                   | 35 | Simon Maurberger              | Itálie                 | 1:13,30              | 28.                  | 1:10,68                | 18.                    | 2:23,98                | +3,74                  |
| 24.                                                                                   | 49 | Tomoja Išii                   | Japonsko               | 1:13,42              | 30.                  | 1:10,78                | 20.                    | 2:24,20                | +3,96                  |
| 25.                                                                                   | 42 | Samu Torsti                   | Finsko                 | 1:13,12              | 26.                  | 1:11,21                | 23.                    | 2:24,33                | +4,09                  |
| 26.                                                                                   | 33 | Sam Maes                      | Belgie                 | 1:13,33              | 29.                  | 1:11,01                | 22.                    | 2:24,34                | +4,10                  |
| 27.                                                                                   | 34 | Pavel Trichičev               | Rusko                  | 1:13,13              | 27.                  | 1:11,68                | 28.                    | 2:24,81                | +4,57                  |
| 28.                                                                                   | 40 | Maarten Meiners               | Nizozemsko             | 1:14,09              | 33.                  | 1:11,23                | 24.                    | 2:25,32                | +5,08                  |
| 29.                                                                                   | 46 | Albert Popov                  | Bulharsko              | 1:14,56              | 36.                  | 1:12,02                | 29.                    | 2:26:58                | +6,34                  |
| 30.                                                                                   | 43 | Simon Fournier                | Kanada                 | 1:13,89              | 31.                  | 1:12,79                | 31.                    | 2:26,68                | +6,44                  |
| 31.                                                                                   | 54 | Jan Zabystřan                 | Česko                  | 1:14,75              | 37.                  | 1:12:45                | 30.                    | 2:27,20                | +6,96                  |
| 32.                                                                                   | 61 | Daniel Paulus                 | Česko                  | 1:14,30              | 34.                  | 1:12,96                | 32.                    | 2:27,26                | +7,02                  |
| 33.                                                                                   | 55 | Juan del Campo                | Španělsko              | 1:14,83              | 39.                  | 1:13,42                | 33.                    | 2:28,25                | +8,01                  |
| 34.                                                                                   | 37 | Willis Feasey                 | Nový Zéland            | 1:14,81              | 38.                  | 1:13,71                | 34.                    | 2:28,52                | +8,28                  |
| 35.                                                                                   | 75 | Joan Todorov                  | Bulharsko              | 1:16,30              | 45.                  | 1:14,58                | 35.                    | 2:30,88                | +10,64                 |
| 36.                                                                                   | 48 | Adam Barwood                  | Nový Zéland            | 1:16,40              | 46.                  | 1:14,85                | 36.                    | 2:31,25                | +11,01                 |
| 37.                                                                                   | 63 | Elias Kolega                  | Chorvatsko             | 1:16,84              | 50.                  | 1:15,03                | 37.                    | 2:31,87                | +11,63                 |
| 38.                                                                                   | 68 | Samuel Kolega                 | Chorvatsko             | 1:16,74              | 47.                  | 1:15,22                | 38.                    | 2:31,96                | +11,72                 |
| 39.                                                                                   | 74 | Zaks Gedra                    | Lotyšsko               | 1:18,32              | 53.                  | 1:15,44                | 39.                    | 2:33,76                | +13,52                 |
| 40.                                                                                   | 69 | Sven von Appen                | Chile                  | 1:18,15              | 52.                  | 1:16,26                | 40.                    | 2:34,41                | +14,17                 |
| 41.                                                                                   | 71 | Andrej Drukarov               | Litva                  | 1:18,82              | 54.                  | 1:17,23                | 41.                    | 2:36,05                | +15,81                 |
| 42.                                                                                   | 81 | Eldar Salihović               | Černá Hora             | 1:20,32              | 59.                  | 1:18,45                | 42.                    | 2:38,77                | +18,53                 |
| 43.                                                                                   | 79 | Nikolaos Ciovas               | Řecko                  | 1:20,08              | 56.                  | 1:18,77                | 43.                    | 2:38,85                | +18,61                 |
| 44.                                                                                   | 78 | Benjamin Szollos              | Izrael                 | 1:20,23              | 58.                  | 1:18,83                | 44.                    | 2:39,05                | +18,81                 |
| 45.                                                                                   | 73 | Casper Dyrbye Næsted          | Dánsko                 | 1:20,65              | 60.                  | 1:19,21                | 45.                    | 2:39,86                | +19,62                 |
| 46.                                                                                   | 95 | Komiljon Tuchtajev            | Uzbekistán             | 1:19,97              | 55.                  | 1:20,02                | 46.                    | 2:39,99                | +19,75                 |
| —                                                                                     | 4  | Thomas Fanara                 | Francie                | 1:10,39              | 4.                   | nedojel do cíle        | nedojel do cíle        | nedojel do cíle        | nedojel do cíle        |
| —                                                                                     | 28 | Roland Leitinger              | Rakousko               | 1:12,73              | 23.                  | nedojel do cíle        | nedojel do cíle        | nedojel do cíle        | nedojel do cíle        |
| —                                                                                     | 38 | Charlie Raposo                | Spojené království     | 1:14,05              | 32.                  | nedojel do cíle        | nedojel do cíle        | nedojel do cíle        | nedojel do cíle        |
| —                                                                                     | 45 | Alexandr Andrijenko           | Rusko                  | 1:14,38              | 35.                  | nedojel do cíle        | nedojel do cíle        | nedojel do cíle        | nedojel do cíle        |
| —                                                                                     | 41 | Arttu Niemela                 | Finsko                 | 1:14,83              | 39.                  | nedojel do cíle        | nedojel do cíle        | nedojel do cíle        | nedojel do cíle        |
| —                                                                                     | 50 | Ian Gut                       | Lichtenštejnsko        | 1:15,36              | 41.                  | nedojel do cíle        | nedojel do cíle        | nedojel do cíle        | nedojel do cíle        |
| —                                                                                     | 65 | Dries Van Den Broecke         | Belgie                 | 1:15,60              | 42.                  | nedojel do cíle        | nedojel do cíle        | nedojel do cíle        | nedojel do cíle        |
| —                                                                                     | 31 | Adam Žampa                    | Slovensko              | 1:15,79              | 43.                  | nedojel do cíle        | nedojel do cíle        | nedojel do cíle        | nedojel do cíle        |
| —                                                                                     | 39 | Andreas Žampa                 | Slovensko              | 1:16,02              | 44.                  | nedojel do cíle        | nedojel do cíle        | nedojel do cíle        | nedojel do cíle        |
| —                                                                                     | 64 | Leon Nikić                    | Chorvatsko             | 1:16,75              | 48.                  | nedojel do cíle        | nedojel do cíle        | nedojel do cíle        | nedojel do cíle        |
| —                                                                                     | 62 | Tomas Birkner De Miguel       | Argentina              | 1:17,30              | 51.                  | nedojel do cíle        | nedojel do cíle        | nedojel do cíle        | nedojel do cíle        |
| —                                                                                     | 85 | Daniil Čercin                 | Bělorusko              | 1:20,16              | 57.                  | nedojel do cíle        | nedojel do cíle        | nedojel do cíle        | nedojel do cíle        |
| —                                                                                     | 18 | Manfred Mölgg                 | Itálie                 | 1:13,10              | 25.                  | nenastoupil na start   | nenastoupil na start   | nenastoupil na start   | nenastoupil na start   |
| —                                                                                     | 67 | Matej Falat                   | Slovensko              | 1:16,82              | 49.                  | nenastoupil na start   | nenastoupil na start   | nenastoupil na start   | nenastoupil na start   |
| —                                                                                     | 84 | Matthieu Osch                 | Lucembursko            | 1:21,23              | 61.                  | nepostoupil do 2. kola | nepostoupil do 2. kola | nepostoupil do 2. kola | nepostoupil do 2. kola |
| —                                                                                     | 80 | Michael Poettoz               | Kolumbie               | 1:21,99              | 62.                  | nepostoupil do 2. kola | nepostoupil do 2. kola | nepostoupil do 2. kola | nepostoupil do 2. kola |
| —                                                                                     | 83 | Luka Božinovski               | Severní Makedonie      | 1:22,35              | 63.                  | nepostoupil do 2. kola | nepostoupil do 2. kola | nepostoupil do 2. kola | nepostoupil do 2. kola |
| —                                                                                     | 87 | Alexandru Barbu               | Rumunsko               | 1:22,74              | 64.                  | nepostoupil do 2. kola | nepostoupil do 2. kola | nepostoupil do 2. kola | nepostoupil do 2. kola |
| —                                                                                     | 93 | Albin Tahiri                  | Kosovo                 | 1:23,03              | 65.                  | nepostoupil do 2. kola | nepostoupil do 2. kola | nepostoupil do 2. kola | nepostoupil do 2. kola |
| —                                                                                     | 92 | Ivan Kovbasňuk                | Ukrajina               | 1:23,25              | 66.                  | nepostoupil do 2. kola | nepostoupil do 2. kola | nepostoupil do 2. kola | nepostoupil do 2. kola |
| —                                                                                     | 86 | Zachar Kučin                  | Kazachstán             | 1:23,86              | 67.                  | nepostoupil do 2. kola | nepostoupil do 2. kola | nepostoupil do 2. kola | nepostoupil do 2. kola |
| —                                                                                     | 94 | Čang Jang-ming                | Čína                   | 1:25,39              | 68.                  | nepostoupil do 2. kola | nepostoupil do 2. kola | nepostoupil do 2. kola | nepostoupil do 2. kola |
| —                                                                                     | 91 | Jevgenij Timofejev            | Kyrgyzstán             | 1:25,75              | 69.                  | nepostoupil do 2. kola | nepostoupil do 2. kola | nepostoupil do 2. kola | nepostoupil do 2. kola |
| —                                                                                     | 89 | Pouria Saveh-Shemshaki        | Írán                   | 1:26,86              | 70.                  | nepostoupil do 2. kola | nepostoupil do 2. kola | nepostoupil do 2. kola | nepostoupil do 2. kola |
| —                                                                                     | 97 | Giorgos Kakkouras             | Kypr                   | 1:28,07              | 71.                  | nepostoupil do 2. kola | nepostoupil do 2. kola | nepostoupil do 2. kola | nepostoupil do 2. kola |
| —                                                                                     | 98 | Naim Fenianos                 | Libanon                | 1:29,09              | 72.                  | nepostoupil do 2. kola | nepostoupil do 2. kola | nepostoupil do 2. kola | nepostoupil do 2. kola |
| —                                                                                     | 96 | Samuel Almeida                | Portugalsko            | 1:29,93              | 73.                  | nepostoupil do 2. kola | nepostoupil do 2. kola | nepostoupil do 2. kola | nepostoupil do 2. kola |
| —                                                                                     | 90 | Bence Nagy                    | Maďarsko               | nedojel do cíle      | nedojel do cíle      | nedojel do cíle        | nedojel do cíle        | nedojel do cíle        | nedojel do cíle        |
| —                                                                                     | 88 | Cormac Comerford              | Irsko                  | nedojel do cíle      | nedojel do cíle      | nedojel do cíle        | nedojel do cíle        | nedojel do cíle        | nedojel do cíle        |
| —                                                                                     | 82 | Strahinja Stanišić            | Srbsko                 | nedojel do cíle      | nedojel do cíle      | nedojel do cíle        | nedojel do cíle        | nedojel do cíle        | nedojel do cíle        |
| —                                                                                     | 77 | Aleksi Beniaidze              | Gruzie                 | nedojel do cíle      | nedojel do cíle      | nedojel do cíle        | nedojel do cíle        | nedojel do cíle        | nedojel do cíle        |
| —                                                                                     | 76 | Emir Lokmić                   | Bosna a Hercegovina    | nedojel do cíle      | nedojel do cíle      | nedojel do cíle        | nedojel do cíle        | nedojel do cíle        | nedojel do cíle        |
| —                                                                                     | 72 | Simon Breitfuss Kammerlander  | Bolívie                | nedojel do cíle      | nedojel do cíle      | nedojel do cíle        | nedojel do cíle        | nedojel do cíle        | nedojel do cíle        |
| —                                                                                     | 70 | Sturla Snær Snorrason         | Island                 | nedojel do cíle      | nedojel do cíle      | nedojel do cíle        | nedojel do cíle        | nedojel do cíle        | nedojel do cíle        |
| —                                                                                     | 66 | Matej Prieložný               | Slovensko              | nedojel do cíle      | nedojel do cíle      | nedojel do cíle        | nedojel do cíle        | nedojel do cíle        | nedojel do cíle        |
| —                                                                                     | 60 | Elian Lehto                   | Finsko                 | nedojel do cíle      | nedojel do cíle      | nedojel do cíle        | nedojel do cíle        | nedojel do cíle        | nedojel do cíle        |
| —                                                                                     | 59 | Alejandro Puente Tasias       | Španělsko              | nedojel do cíle      | nedojel do cíle      | nedojel do cíle        | nedojel do cíle        | nedojel do cíle        | nedojel do cíle        |
| —                                                                                     | 58 | Carl Jonsson                  | Švédsko                | nedojel do cíle      | nedojel do cíle      | nedojel do cíle        | nedojel do cíle        | nedojel do cíle        | nedojel do cíle        |
| —                                                                                     | 57 | Axel Esteve                   | Andorra                | nedojel do cíle      | nedojel do cíle      | nedojel do cíle        | nedojel do cíle        | nedojel do cíle        | nedojel do cíle        |
| —                                                                                     | 56 | Miha Hrobat                   | Slovinsko              | nedojel do cíle      | nedojel do cíle      | nedojel do cíle        | nedojel do cíle        | nedojel do cíle        | nedojel do cíle        |
| —                                                                                     | 53 | Ivan Kuzněcov                 | Rusko                  | nedojel do cíle      | nedojel do cíle      | nedojel do cíle        | nedojel do cíle        | nedojel do cíle        | nedojel do cíle        |
| —                                                                                     | 52 | Axel Lindqvist                | Švédsko                | nedojel do cíle      | nedojel do cíle      | nedojel do cíle        | nedojel do cíle        | nedojel do cíle        | nedojel do cíle        |
| —                                                                                     | 47 | Harry Laidlaw                 | Austrálie              | nedojel do cíle      | nedojel do cíle      | nedojel do cíle        | nedojel do cíle        | nedojel do cíle        | nedojel do cíle        |
| —                                                                                     | 44 | Mattias Rönngren              | Švédsko                | nedojel do cíle      | nedojel do cíle      | nedojel do cíle        | nedojel do cíle        | nedojel do cíle        | nedojel do cíle        |
| —                                                                                     | 32 | Brian McLaughlin              | Spojené státy americké | nedojel do cíle      | nedojel do cíle      | nedojel do cíle        | nedojel do cíle        | nedojel do cíle        | nedojel do cíle        |
| —                                                                                     | 26 | Erik Read                     | Kanada                 | nedojel do cíle      | nedojel do cíle      | nedojel do cíle        | nedojel do cíle        | nedojel do cíle        | nedojel do cíle        |
| —                                                                                     | 21 | Riccardo Tonetti              | Itálie                 | nedojel do cíle      | nedojel do cíle      | nedojel do cíle        | nedojel do cíle        | nedojel do cíle        | nedojel do cíle        |
| —                                                                                     | 20 | Thomas Tumler                 | Švýcarsko              | nedojel do cíle      | nedojel do cíle      | nedojel do cíle        | nedojel do cíle        | nedojel do cíle        | nedojel do cíle        |
| —                                                                                     | 19 | Gino Caviezel                 | Švýcarsko              | nedojel do cíle      | nedojel do cíle      | nedojel do cíle        | nedojel do cíle        | nedojel do cíle        | nedojel do cíle        |
| —                                                                                     | 17 | Aleksander Aamodt Kilde       | Norsko                 | nedojel do cíle      | nedojel do cíle      | nedojel do cíle        | nedojel do cíle        | nedojel do cíle        | nedojel do cíle        |
| —                                                                                     | 11 | Stefan Luitz                  | Německo                | nedojel do cíle      | nedojel do cíle      | nedojel do cíle        | nedojel do cíle        | nedojel do cíle        | nedojel do cíle        |
| —                                                                                     | 51 | Jack Gower                    | Spojené království     | nenastoupil na start | nenastoupil na start | nenastoupil na start   | nenastoupil na start   | nenastoupil na start   | nenastoupil na start   |
| První kolo odstartovalo ve 14.15 hodin a druhé kolo navázalo od 17. 45 hodin (UTC+1). |    |                               |                        |                      |                      |                        |                        |                        |                        |